# Virtus Pallacanestro Bologna 1942-1943

## Roster
Virtus Bologna Sportiva
- Venzo Vannini (capitano)
- Gianfranco Bersani
- Albino Bocciai
- Marino Calza
- Renzo Garbellini
- Gelsomino Girotti
- Giancarlo Marinelli
- Cafiero Perella
- Luigi Rapini

## Staff Tecnico
- Accompagnatore cambista:  Guido Foschi

## Risultati
- Serie A: 2ª classificata su 11 squadre (17-3)